# ねえ・姉パラダイス 〜俺と姉ちゃんの甘甘生活〜
『ねえ・姉パラダイス 〜俺と姉ちゃんの甘甘生活〜』（ねえねえパラダイス おれとねえちゃんのあまあませいかつ）は、日本のアダルトゲームブランド・スワンが2007年8月24日に発売した18禁アドベンチャーゲーム。

## 概要
有限会社アセンドアイの廉価版ブランドの1つ・スワンの第4作。主人公と2人の姉の近親相姦をテーマにしており、スワン系ブランドの廉価版タイトルとしては珍しくバッドエンドも存在する。また、本作では一部のエンディングに姉が主人公の子供を妊娠する描写があり、姉妹ブランド・スワンマニアが本作の3か月前に発売した『尽くして愛DOLL! 〜マスター大好きっ〜』と同様に2008年以降のタイトルで特に顕著となるスワン系ブランドの「ボテもえ」路線への傾斜の布石が見られる。

## 登場人物
栂野 優希（つがの ゆうき）
主人公。郷里を離れ、1人暮らしをしていたがある日突然、下宿に2人の姉が押しかけて来る。
栂野 湊音（つがの みなと）
優希の上の姉。押しが強く、やや子供っぽい所がある。唐突にわがままを言い出して優希に構ってもらいたがる。
栂野 秋穂（つがの あきほ）
優希の下の姉。やや天然ボケ気味だが家庭的で、包容力がある。とにかく優希を甘やかそうとする。
御巫 伽織（みかなぎ かおり）
優希のアルバイト先の同僚。サバサバした性格で、行動力が旺盛。バッドエンドを含む全てのエンディングを見た後に解禁されるおまけモードではメインで登場する。

## スタッフ
- シナリオ - 月待兎
- 原画 - くるみみかん
- 音楽 - Arp